# Thierry Tinmar
Thierry Tinmar, né le 19 mai 1963 au Lamentin (Martinique), est un footballeur français des années 1980 et 1990. Il évoluait au poste de défenseur.

## Biographie
En 1984, alors licencié à l'Aiglon du Lamentin, Thierry Tinmar signe un accord de non sollicitation avec le Paris SG. Il débute en équipe première pendant une saison (1984-85), jouant 22 matchs pour aucun but. Il termine 13e du championnat de D1. Il signe ensuite au Stade lavallois, où il termine 11e du championnat de France 1985-1986. La saison suivante, il signe le Red Star FC, et termine dernier de D2. Pendant quelques mois, il est sans club.
Il retrouve un club, La Berrichonne de Châteauroux, en D3, lors de la saison 1988-1989. Il finit sa carrière dans son île, au Club Franciscain, pendant quatre saisons.
Thierry Tinmar est international martiniquais. Il remporte la Shell Caribbean Cup 1993 et participe à la Gold Cup 1993 en inscrivant un but à la 60e minute contre le Costa Rica, mais la Martinique est éliminée au premier tour.

## Carrière
- 1984-1985 :  Paris SG
- 1985-1986 :  Stade lavallois
- 1986-1987 :  Red Star 93
- 1988-1989 :  LB Châteauroux
- 1989-1995 :  Club Franciscain